# Daniel Accursi
Daniel Accursi est né le 29 avril 1947 à Paris. Il est philosophe, spécialiste de la pataphysique[réf. nécessaire].

## Ouvrages
- La philosophie d'Ubu, Presses universitaires de France, 1999.
- Merdre, Presses universitaires de France, 2000.
- La pensée molle, Éditions Gallimard, 2002.
- La nouvelle guerre des dieux, Éditions Gallimard, 2004.
- Le néogâtisme gélatineux, Éditions Gallimard, 2007.
- Collectif, Dada circuit total, Éditions L'Âge d'Homme, 2005.